# Le Cœur de l'océan
Le Cœur de l'océan (Beneath the Blue) est un téléfilm américain réalisé par Michael D. Sellers et diffusé en 2010.

## Synopsis
Aux États-Unis, des experts en dauphins confrontent la Marine quand leur programme de sonars est suspecté de provoquer la mort des animaux.

## Fiche technique
- Titre original : Beneath the Blue
- Scénario : Wendell Morris
- Durée : 85 min
- Pays :  États-Unis

## Distribution
- Paul Wesley (VF : Stéphane Pouplard) : Craig Morrison
- Caitlin Wachs : Alyssa
- David Keith (VF : Thierry Buisson) : Hawk
- Michael Ironside : Blaine
- Ivana Milicevic (VF : Armelle Gallaud) : Gwen
- George Harris : Daniel
- Christine Adams : Tamika
- Samantha Jade : Kita
- Leah Eneas (VF : Céline Ronté) : Liz Duvey
- Roman Dent : Marine voleur #1
- Bella King : Petite fille
- Greg Lee : Homme dans l'ombre
- Algerita Wynn Lewis : Infirmière
- Mike Lutz : Lieutenant Johnson
- Tah Kevin Njokom : Marine
- Adam Rizzieri : Officier de la marine
- Jane Wall : Michelle Waters

Source VF